# Copidognathus acutus
Copidognathus acutus es una especie de ácaro marino del género Copidognathus, familia Halacaridae. Fue descrita científicamente por Newell en 1947.
Habita en el Atlántico Noroccidental, en América del Norte en los Estados Unidos (en el condado de Carteret, en Beaufort y el río Newport, Carolina del Norte). Estas especies miden aproximadamente 0.2 - 2.0 mm.